# Acrolophus vanduzeei
Acrolophus vanduzeei är en fjärilsart som beskrevs av Hasbrouck 1964. Acrolophus vanduzeei ingår i släktet Acrolophus och familjen Acrolophidae. Inga underarter finns listade i Catalogue of Life.